# Eduard Menth
Eduard Michael Menth (* 21. Februar 1885; † 26. März 1966) war ein deutscher Politiker (DVP).

## Leben
Menth war von Beruf Geschäftsführer. Er trat während der Zeit der Weimarer Republik in die DVP ein und war Stadtverordneter in Mannheim. Im Oktober 1929 wurde er als Abgeordneter in den Landtag der Republik Baden gewählt, dem er bis 1933 angehörte.